# Ian Mosey
Ian James Mosey (Keighley, 29 de agosto de 1951) é um jogador inglês de golfe profissional. Profissionalizou-se em 1972 e já venceu dois torneios do European Tour, em 1980 e 1984.

## Vitórias profissionais

### Títulos do European Tour (2)
| N.º | Data                   | Torneio                       | Placar            | Margem    | Vice-campeão(ões)           |
| --- | ---------------------- | ----------------------------- | ----------------- | --------- | --------------------------- |
| 1   | 13 de setembro de 1980 | Merseyside International Open | +6 (72-74-76=222) | Playoff   | Tony Jacklin                |
| 2   | 24 de janeiro de 1984  | Monte Carlo Open              | −7 (68-63=131)    | 4 tacadas | Manuel Calero, Peter Fowler |